# Herschel Mayall
Herschel Mayall (12 de julho de 1863 – 10 de junho de 1941) foi um ator norte-americano da era do cinema mudo. Ele atuou em 112 filmes entre 1912 e 1935.

## Filmografia selecionada

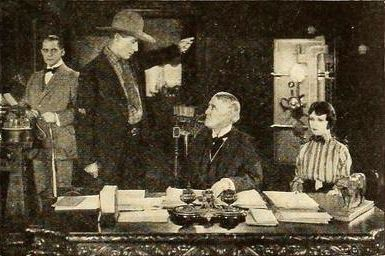
The Money Corral (1919)

- The Battle of Gettysburg (1913)
- On the Night Stage (1915)
- Civilization (1916)
- The Aryan (1916)
- Cleopatra (1917)
- The Rose of Blood (1917)
- Madame Du Barry (1917)
- Daredevil Jack (1920)
- Thirty Days (1922)
- In the Days of Daniel Boone (1923)
- His Woman (1931)
- Hey, Pop! (1932)
- Danger Ahead (1935)